# Tribunalul Penal Internațional pentru fosta Iugoslavie

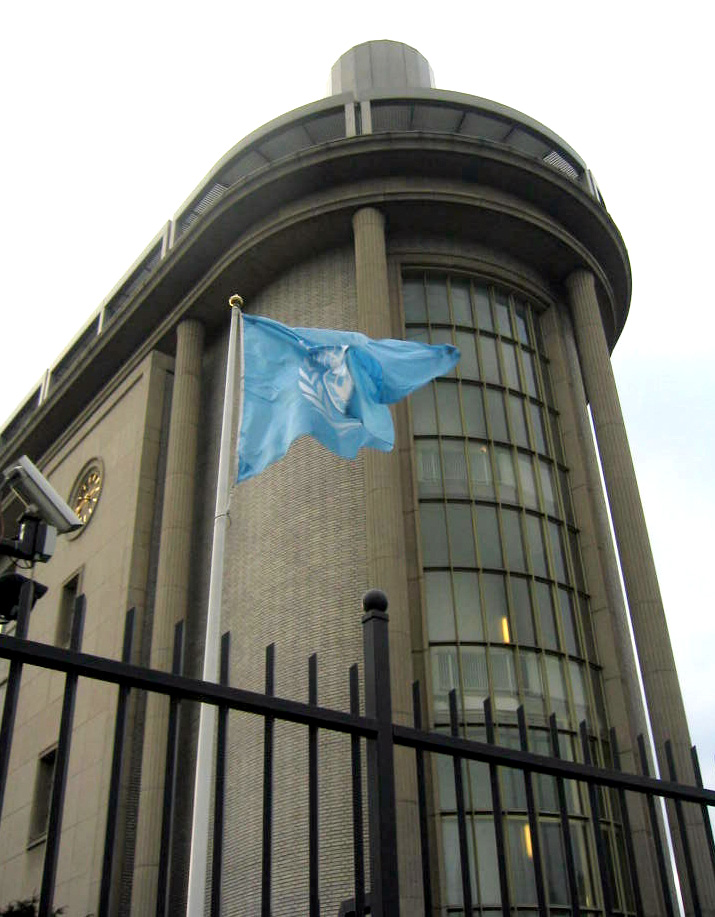
Clădirea Tribunalului

Tribunalul Penal Internațional pentru fosta Iugoslavie (TPII) a fost înființat prin hotărârea (Rezoluția) 827 a Consiliul de Securitate al ONU. Această hotărâre a fost aprobată la 23 mai 1993 în urma gravelor încălcări ale drepturilor omului comise pe teritoriul fostei Iugoslavii încă din anul 1991, și ca răspuns la amenințările la adresa păcii și a securității internaționale cauzate de aceste încălcări.
TPII este localizat la Haga, în Olanda. Printre cele mai mediatizate dosare instrumentate de TPII se numără cel al fostului președinte iugoslav Slobodan Milošević și cele al generalilor croați Ante Gotovina, Mladen Markač și Ivan Čermak.
Tribunalul Penal Internațional pentru fosta Iugoslavie (câteodată doar Tribunalul Penal Internațional - TPI) nu este una și aceeași organizație cu Curtea Penală Internațională, care are și ea sediul la Haga.

## Istorie
Tribunalul Internațional pentru Fosta Iugoslavie din Haga a fost instituit prin Rezoluția 827 a Consiliului de Securitate a ONU din 25 mai 1993. Această instanță a fost împuternicită să acuze pe cei responsabili pentru încălcări grave ale dreptului umanitar internațional, a Convenției de la Geneva, încălcări ale legilor și a obiceiurilor de război, genocid și crime împotriva umanității comise pe teritoriul fostei Iugoslavii de la 1 ianuarie 1991.
Lista celor acuzați a variat de la soldați obișnuiți la prim-miniștri și președinți. Unii dintre cei mai înalți funcționari acuzați de TPII au fost Slobodan Milošević (Președintele Serbiei), Milan Babić (Președintele RSK), Ratko Mladić și Ante Gotovina (general al armatei croate). Primul președinte croat, Franjo Tuđman, a decedat în 1999, înainte de inculparea sa planificată de Tribunal. Potrivit lui Marko Attila Hoare, fost angajat al TPII, echipa de investigare a lucrat la cercetarea activităților criminale nu numai a liderului iugoslav Milosevic, ci și a altor lideri ai țării: Veljko Kadijević, Blagoje Adžić, Borisav Jović, Branko Kostić, Momir Bulatović și alții. Cu toate acestea, după intervenția Carlei Del Ponte, aceste investigații au fost respinse, iar rechizitoriul a fost limitat la Milosevic, astfel încât multe dintre aceste persoane nu au fost niciodată acuzate.
„Din 1991 până în 1995, Milan Martić a fost ministru al Afacerilor Interne, ministru al Apărării și președinte al autoproclamatei "Regiuni Autonome Sârbe Krajina" (CAO Krajina), care ulterior a fost redenumită Republica Srpska Krajina (RSK). El a participat la activități criminale comune cu Slobodan Milošević, al cărui scop era crearea unui stat sârb unificat prin desfășurarea unei campanii răspândite și sistematice a crimelor împotriva non-sârbilor care locuiau în regiunile Croației și Bosniei și Herțegovinei, care urmau să devină parte a unui astfel de stat.”—Verdictul Tribunalului Penal Internațional pentru fosta Iugoslavie contra lui Milan Martić
Milan Martić a primit cea mai mare pedeapsă - 35 de ani de închisoare, iar Milan Babić a fost condamnat la 13 ani de închisoare. El și-a exprimat pocăința pentru activitățile sale în timpul războiului, cerând „fraților croați să-l ierte”. În timpul procedurilor în cadrul TPII, s-a dovedit că un număr semnificativ de civili croați din spitale și adăposturi marcate cu o cruce roșie au fost o țintă pentru forțele sârbe. În 2007, doi foști ofițeri ai JNA au fost condamnați pentru masacrul croat din Vukovar. Veselin Šljivančanin a fost condamnat la 10 ani de închisoare și Mile Mrkšić a primit 20 de ani de închisoare. Procurorii au spus că, după capturarea Vukovarului de către trupele iugoslave, câteva sute de croați au fost predați forțelor paramilitare sârbe implicate în asalt. Dintre acestea, cel puțin 264 (inclusiv soldații răniți, femeile, copiii și vârstnicii) au fost uciși și îngropați în gropi comune la marginea orașului Vukovar. Primarul Vukovarului, Slavko Dokmanović a fost adus la Haga pentru judecare, însă s-a sinucis în 1998, în captivitate, înainte de începerea procesului.

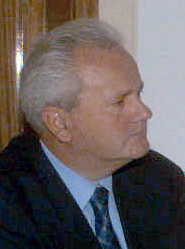
Slobodan Milošević - primul fost șef de stat condamnat de un tribunal penal international

Generalii JNA Pavle Strugar și Miodrag Jokić au fost condamnați de TPII la 8 și respectiv 7 ani de închisoare pentru că au bombardat Dubrovnikul în timpul asediului orașului. Un al treilea învinovățit, Vladimir Kovačević, a fost declarat cu boală mintală pentru a mai apărea în fața tribunalului. Șeful Statului Major General al Armatei iugoslave, Momčilo Perišić, a fost condamnat la 27 de ani de închisoare pentru deciziile sale de a ajuta și finanța armatele Republicii Sârbe Krajina și a Republicii Srpska, care la rândul lor au comis crime în Sarajevo, Zagreb și Srebrenic. Cu toate acestea, în februarie 2013, a fost achitat și eliberat din custodie de către Camera de Apel a TPII. Fostul președinte al RSK  Goran Hadžić a decedat în timpul acestui proces. În 2018, Vojislav Šešelj a fost condamant la 10 ani pentru crime împotriva umanității din cauza persecuției și deportării croaților sârbi din Vojvodina în 1992, în plus a mai primit o sentință cumulată de 4 ani și 9 luni pentru sfidarea curții. În 2018, procesele lui Jovica Stanišić și  Franko Simatović sunt încă în așteptare. În plus față de crimele comise după cucerirea Vukovarului, au fost comise multe crime de război documentate împotriva civililor și prizonierilor de război comise de forțele sârbe și iugoslave în Croația. Cele mai multe dintre acestea au fost examinate de jurisdicțiile internaționale sau naționale. Printre aceste crime: masacrul din Dalj, masacrul din Lovas, masacrul de la Široka Kula, masacrul din Baćin, uciderea în masă din Saborsko, masacrul din Škabrnja, masacrul din Voćin, și atacul cu rachete din Zagreb.
Tot în timpul războiului au existat tabere specializate pentru întreținerea prizonierilor de război și a civililor. Au existat tabere similare în Sremska Mitrovica și în alte orașe din Iugoslavia pentru întreținerea croaților. Un fost prizonier din aceste tabere a creat Asociația croată a deținuților din lagărele de concentrare sârbe pentru a ajuta victimele acestor tabere. Partea croată a creat, de asemenea, lagăre similare pentru întreținerea prizonierilor sârbi, de exemplu, tabăra de concentrare Lora din Split.
Forțele croate au comis, de asemenea, crime de război împotriva sârbilor în timpul războiului, care au fost examinate în TPII și de instanțe naționale. Printre aceste crime se numără Masacrul din Gospić, Masacrul din Sisak, Atacul de la Bjelovar din 1991 și 1992 și altele. Unul dintre exemplele cele mai notorii de crime de război comise de croați este uciderea etnicilor sârbi comisă de poliția croată sub comanda lui Tomislav Merčep în apropiere de Pakrac la sfârșitul anului 1991 și începutul anului 1992. Inițial, acest caz a fost luat în considerare de TPII, însă apoi a fost transferat instanței croate. Peste zece ani, cinci membri ai acestui grup au fost acuzați pentru mai multe episoade legate de aceste evenimente, după care au fost condamnați. Merčep a fost arestat pentru crime în decembrie 2010. În 2009, deputatul croat Branimir Glavaš a fost condamnat pentru crime de război comise la Osijek în 1991 și condamnat la închisoare de către un tribunal croat.
În anii 2001 - 2003, TPII i-a inculpat pe generali croați Janko Bobetko, Rahim Ademi și Mirko Norac de crime de război în timpul Operațiunii Medački džep, dar mai târziu, și acest caz a fost transferat instanței croate. Norac a fost găsit vinovat și închis pentru 7 ani, Ademi a fost achitat, iar Bobetko a fost declarat ca fiind nepotrivit să se prezinte în fața instanței din cauza sănătății sale.  În cazul altui general croat, Ante Gotovina, acuzațiile au fost de cel puțin 150 de civili sârbi uciși în timpul operațiunii Furtuna. Comitetul Helsinki din Croația a înregistrat 677 de civili sârbi uciși în timpul acestei operațiuni. Procurorul TPII Louise Arbor a declarat că legalitatea și legitimitatea operațiunii nu reprezintă o problemă, dar este necesar să se investigheze problema crimelor comise în timpul campaniei. Camera de judecată a confirmat că legalitatea operațiunii Furtuna "nu contează", deoarece TPII este interesată doar de investigarea crimelor de război. În 2011, Ante Gotovina a fost condamnată la 24 de ani de închisoare și un alt general croat, Mladen Markač, la 18 ani de închisoare. În 2012, Čermak a fost achitat complet, iar condamnările lui Gotovina și Markač au fost ulterior anulate printr-o cerere de apel la TPII.
„Camera a constatat că unii membri ai conducerii politice și militare croate urmăreau să elimine cu forța sau prin amenințări  populația civilă sârbă din Krajina, ceea ce a dus la deportări, deplasări forțate și persecuții prin introducerea de măsuri restrictive și discriminatorii, atacuri ilegale asupra civililor și obiectelor civile [...] Camera a descoperit că Franjo Tudjman, principalul lider politic și militar al Croației înainte, în timpul și după perioada de acuzare, a fost un membru-cheie al activităților criminale comune. Tudjman a planificat reabilitarea croaților în Krajina. De asemenea, Camera consideră că alți membri ai conducerii militare și politice croate (Gojko Šušak și Zvonimir Červenko) au fost legați de activități criminale comune.”—  Tribunalul Penal Internațional pentru fosta Iugoslavie contra lui Franjo Tudjman